# Eudulophasia latiorata
Eudulophasia latiorata là một loài bướm đêm trong họ Geometridae.